# 水下槍械

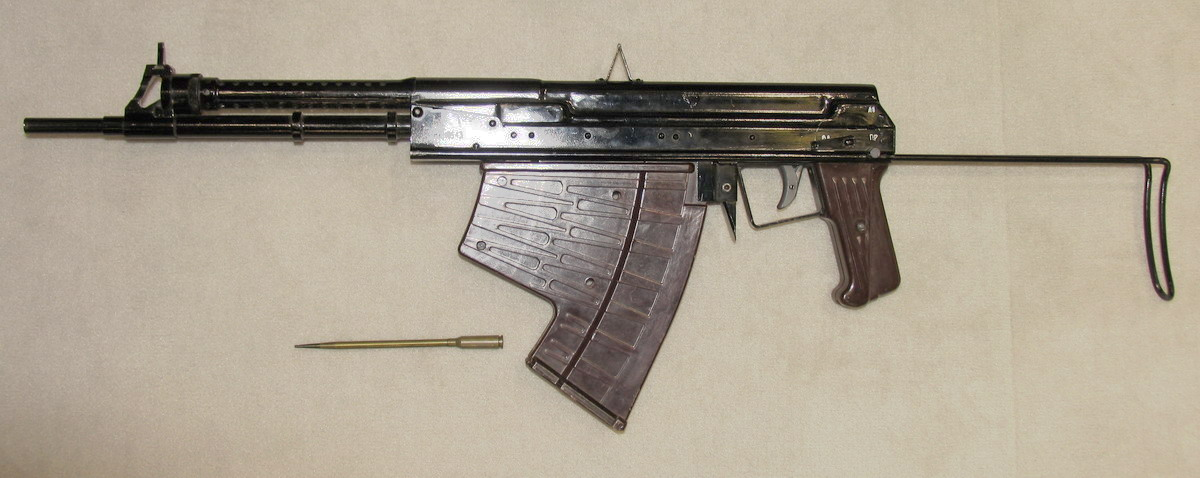
APS水下突擊步槍，一種水下突襲步槍

水下槍械是一種为水下使用而設計的槍械。水下槍械有一個共通點是使用高壓瓦斯發射飛鏢彈，取代一般子彈。

## 歷史
水下槍械最初是在1960年代冷戰期間開發給武裝蛙人使用。

## 設計
由於一般彈藥無法水下良好運作，所以水下槍械共通點是使用飛鏢彈取代一般子彈。
水下手槍的槍管通常沒有膛線。相反地，能使發射物穩定彈道以克服流體動力學的影響。但缺少膛線使這類槍械在水面上射擊不精準。水下步槍比水下手槍有更強的威力，在水面上也更加精準，但水下手槍比水下步槍在水面下更容易操作。